# Estação Arc de Triomf

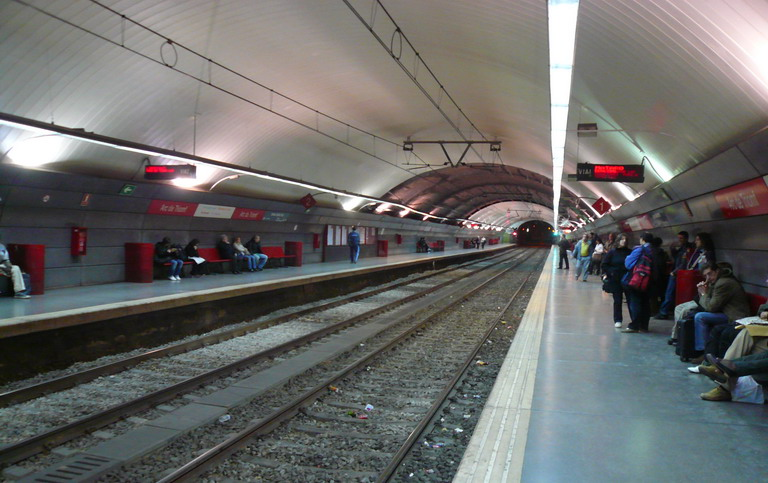
Estação Arc de Triomf em 2007.

Arc de Triomf é uma estação ferroviária intermodal da linha Linha 1 do Metro de Barcelona e da Rodalies de Catalunya. Entrou em funcionamento em 1932.</ref>

## Características
A estação tem o nome do Arco do Triunfo adjacente com o mesmo nome, perto do qual está situado, no distrito de Eixample em Barcelona. A estação Rodalies é servida pelas linhas R1, R3, R4 e R7 do serviço ferroviário suburbano de Barcelona, bem como pela linha RG1 e pela linha regional R12 de Girona. A estação de metrô de Barcelona é servida pela linha L1 operada pela Transportes Metropolitanos de Barcelona. O complexo está localizado perto da Estació del Nord, a principal estação rodoviária de Barcelona.